# ATEbank
El Banco Agrícola de Grecia (en griego: Αγροτική Τράπεζα της Ελλάδος, Agrotikí Trápeza tis Ellados; en inglés: Agricultural Bank of Greece) es un banco comercial con base en Atenas, Grecia. Fue fundado en 1929. El banco proclamó que se concentraría en el sector bancario de los Balcanes, con las actividades de negocio de apoyo a la agricultura. ATEbank mantuvo una posición fuerte en la bolsa de Atenas. El desarrollo de las actividades de negocio del banco dio paso a un nuevo nombre e imagen corporativa como ATEbank. 

## Historia de ATEbank
- 1929: Fundación. El Agricultural Bank of Greece es fundado como una organización sin ánimo de lucro, proveedor de crédito al sector de la agricultura. El banco tiene como objetivo principal la implementación de programas para la financiación de las actividades del sector primario de la economía, la transformación y comercialización de productos agrícolas, y promover el desarrollo rural.

- 1950: Expansión de las actividades en el sector de la agricultura. El Banco Agrícola funda una serie de compañías, que producen productos de granja y explotan los recursos en todo el país.

- 1990: Expansión de las actividades en sectores no agrícolas. El Banco Agrícola de Grecia se expande al sector no agrícola, desarrollando una amplia red comercial a lo largo de toda Grecia y una variedad de nuevos productos y servicios financieros.

- 1991: Transición a sociedad anónima. El Banco Agrícola se convierte en sociedad anónima (S.A.), ampliando el espectro de los servicios bancarios y financieros, y adquiriendo participaciones accionariales en compañías financieras especializadas, así expandiendo las compañías del Grupo BAG.

- 2000: Entrada en la bolsa de Atenas. El Banco Agrícola aumenta su capital con la intención de entrar a cotizar en la bolsa de Atenas, donde sus acciones cotizan desde enero de 2001.

- 2004-2006: Se fortalece la imagen corporativa y la posición del banco. Se implementan una amplia variedad de reformas y programas estructurales, mejorando la competitividad y productividad de su red comercial, y se logran altas tasas de crecimiento que repercutan en los estamentos del banco y del grupo.

En particular:
Se produjo un aumento de capital en junio de 2005 de €1.25 millones. Esto permitió al banco invertir en los problemas que se encontraron después de adoptar los Estándares de Contabilidad Internacional (ECI) y ha contribuido a la reorganización substancial de los segmentos financieros del banco.
El banco implementó la Ley Panotokia, que benefició a un total de 63 220 deudores de los cuales 54 000 eran granjeros. Los préstamos dados de baja ascendieron a €1800 millones de los cuales €1100 correspondían a granjeros. En noviembre de 2005, las acciones del banco entraron a formar parte del índice FTSE/Athex 20. La identidad del banco fue modificada en asociación con el nuevo logotipo “ΑΤΕbank” en las sucursales y cajeros automáticos. El Consejo de Administración distribuyó por primera vez un dividendo extraordinario en el año 2005. El banco se expande en el área de los Balcanes con la compra del MINDBank (julio de 2006) y obteniendo permiso para realizar operaciones de banca aseguradora en Rumania.
En julio de 2010 el banco fracasó en las pruebas de estrés realizadas en la Eurozona que requerían un 6 % de capital Tier 1.

## Expansión del ATEbank en los Balcanes

### Rumania
Como parte de una estrategia de expansión en los Balcanes en 2006 ATEbank adquirió una participación mayoritaria en las acciones del banco rumano Mind Bank. 

### Serbia
El 11 de septiembre de 2006, ATEbank anuncia la adquisición del 24,99 % de las acciones comunes y el 24,99 % de las acciones preferenciales del banco serbio AIK Banka Niš, por una cantidad no revelada. AIK Banka Niš cotiza en la bolsa de Belgrado, es el banco más rentable de Serbia y tiene una cuota del 3 % de mercado.